# Хальгартен (Пфальц)
Хальгартен (нем. Hallgarten) — община в Германии, в земле Рейнланд-Пфальц.
Входит в состав района Бад-Кройцнах. Подчиняется управлению Бад Мюнстер ам Штайн-Эбернбург. Население составляет 762 человека (на 31 декабря 2010 года). Занимает площадь 2,54 км².